# Ris-Orangis
Pour les articles homonymes, voir RIS.
Ris-Orangis (prononcé [ʁis ɔʁɑ̃ʒis] ) est une commune française située dans le nord-est du département de l’Essonne en région Île-de-France, en bord de Seine, à 25 km au sud-sud-est de Paris,.
Site habité depuis la Préhistoire, le lieu fut successivement une commanderie templière, une composition de domaines nobles, un village viticole avant d’être la première commune française à élire un maire en 1790.
En 2019, la ville comptait un peu moins de 30 000 habitants. Ceux-ci sont appelés les Rissois.

## Géographie

### Situation

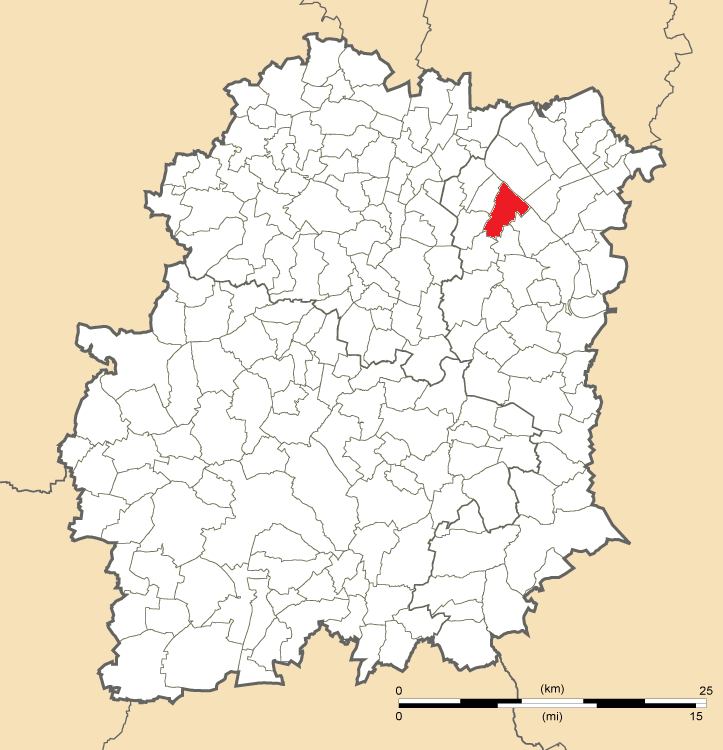
Position de Ris-Orangis en Essonne.

Ris-Orangis est située dans le nord-est du département de l'Essonne, à la frontière nord-est de la région du Hurepoix.
La commune est bordée au nord-est par la Seine et s’étage entre une altitude de trente-deux mètres et un point culminant à quatre-vingt-deux mètres.

### Communes limitrophes
Les communes limitrophes sont Draveil, Bondoufle, Fleury-Mérogis, Grigny, Soisy-sur-Seine et Évry-Courcouronnes.
| Grigny         | Draveil     |                    |
| Fleury-Mérogis | Ris-Orangis | Soisy-sur-Seine    |
| Bondoufle      |             | Évry-Courcouronnes |

La Seine constitue une frontière naturelle avec Draveil au nord et au nord-est et avec Soisy-sur-Seine à l’est. Au sud-est, le chemin et la rue de l’Écorne-Bœuf, la route de Mennecy et le ru de l’Écoute-s’il-Pleut marquent la limite avec Évry, ce même cours d’eau sépare aussi la commune d’avec Courcouronnes au sud, au sud-ouest se trouve une courte limite territoriale avec Bondoufle, à l’ouest, la route de la Chasse et le chemin du Bois de l’Hôtel-Dieu matérialisent la frontière avec Fleury-Mérogis et au nord-ouest l’avenue de la Première Armée française Rhin et Danube et le chemin des Glaises séparent Ris-Orangis de Grigny.

### Hydrographie
La commune est bordée au nord-est par le cours de la Seine sur 1,52 km.
À proximité directe se trouve le lac des Docks de Ris, étang artificiel qui servait de réserve incendie de la zone industrielle et qui fut réhabilité et un aménagé en 2013.
Dans le parc de l’hôpital de la fondation Dranem se trouve une pièce d’eau, une autre a été aménagée au domaine de l’Aunette, dans le parc de Fromont ainsi que dans la zone de l’Orme Pomponne.
Depuis l’extrême sud du territoire coule jusqu’à la Seine le ru de l’Écoute-s’il-pleut.
La partie sud-ouest de la commune est traversée du sud au nord sur plus de 2 km par les aqueducs de la Vanne et du Loing qui alimentent le réservoir de Montsouris.

### Relief et géologie
La commune de Ris-Orangis est implantée à l’extrémité est du plateau du Hurepoix, sur le versant ouest de la vallée de la Seine. Le territoire s’étage ainsi entre une altitude maximale de quatre-vingt-deux mètres à l’extrémité sud proche de l’ancien hippodrome et une altitude minimale à trente-deux mètres en bordure du fleuve à la frontière avec Grigny. La déclivité est relativement faible à l’ouest avec une pente douce jusqu’à la route nationale 7 et le quartier du plateau situé à soixante-dix-sept mètres d’altitude puis s’accentue vers le nord avec une altitude de cinquante-six mètres à la gendarmerie située six cents mètres plus loin et seulement trente-sept mètres à la frontière nord avec Grigny. Le sous-sol est composé de successions de couches de sable et de meulière, de marne et de gypse sur une couche profonde de calcaire, typique du Bassin parisien.

### Voies de communication et transports

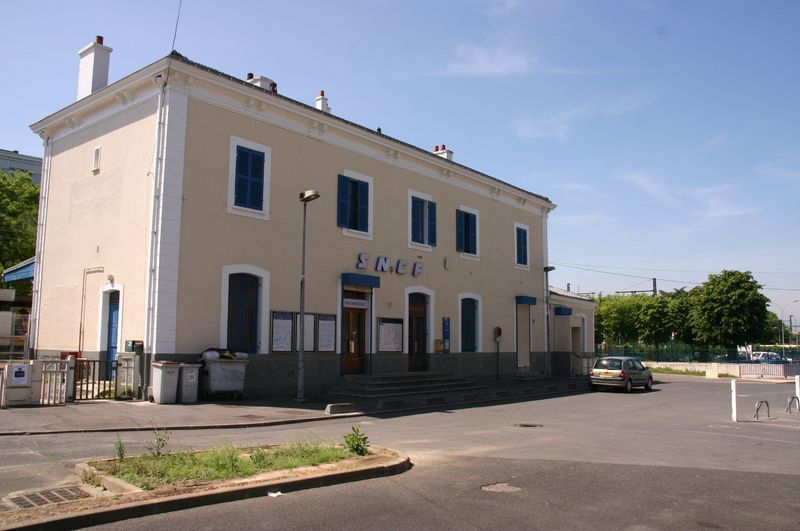
La gare de Ris-Orangis.

L'axe de communication le plus ancien est la Seine, utilisée principalement pour le transport de marchandises avec deux quais de traitement dans les communes voisines d’Évry et Viry-Châtillon.
Parallèlement au cours du fleuve, deux voies ferrées traversent le territoire du nord au sud, toutes deux utilisées principalement par la ligne D du RER d'Île-de-France. Au plus près la ligne Villeneuve-Saint-Georges - Montargis, équipée dans la commune de deux gares, la gare de Ris-Orangis et en aval la gare de Grand Bourg. Bifurquant vers le plateau, la ligne Grigny - Corbeil-Essonnes est équipée de la gare de Grigny-Centre implantée juste à la frontière avec Ris-Orangis et plus au sud de la gare d'Orangis - Bois de l'Épine.
Toujours suivant l’axe de la vallée de la Seine, deux axes routiers majeurs traversent la commune, au nord l’ancienne route nationale 7, appelée avenue de la Libération, au sud, l’autoroute A6, équipée dans la commune d’un échangeur autoroutier relié à la route nationale 104 et à la route départementale 91 menant à la route nationale 7. Complément à cette RD 91, la route départementale 31 traverse la commune d’ouest en est et franchit la Seine vers le nord-est du département.
Plusieurs lignes d’autobus empruntent ces voies routières, dont la ligne 91-09 du réseau de bus Val d'Yerres Val de Seine, les lignes 402, 403, 404, 405, 406, 407, 413, 418, 419, DM4 du réseau de bus Évry Centre Essonne et les lignes N135 et N144 du réseau Noctilien. La commune est en outre située à neuf kilomètres au sud-est de l’aéroport Paris-Orly et quarante-et-un kilomètres au sud-ouest de l’aéroport Paris-Charles-de-Gaulle.

## Urbanisme

### Typologie
Au 1er janvier 2024, Ris-Orangis est catégorisée grand centre urbain, selon la nouvelle grille communale de densité à sept niveaux définie par l'Insee en 2022.
Elle appartient à l'unité urbaine de Paris, une agglomération inter-départementale regroupant 407  communes, dont elle est une commune de la banlieue,,. Par ailleurs la commune fait partie de l'aire d'attraction de Paris, dont elle est une commune du pôle principal,. Cette aire regroupe 1 929 communes,.

### Morphologie urbaine
Fortement urbanisée durant les années 1960, portée par l’arrivée sur son territoire d’une autoroute et de deux lignes de RER.
Laissée à l’écart du projet de ville nouvelle d’Évry voisin, la commune a depuis intégré l’intercommunalité mais conserve ses propres équipements, disposant d’un panel complet d’établissements scolaires, sportifs et culturels.

### Lieux-dits, écarts et quartiers

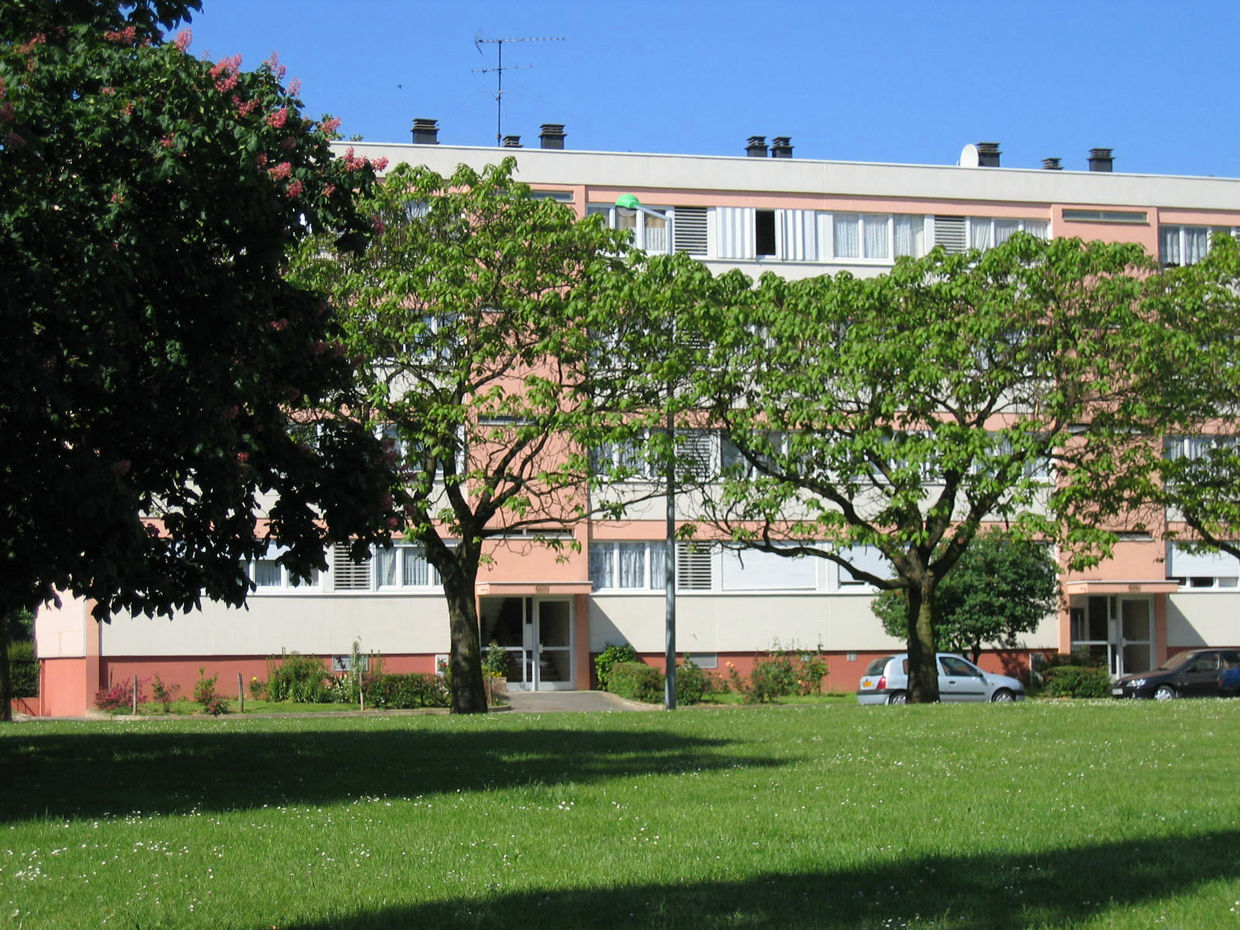
La résidence de la Ferme du Temple.

Plusieurs quartiers composent l’ensemble urbain, dont les grands ensembles du Plateau et du Moulin à Vent et les secteurs pavillonnaires de Grand Bourg ou la zone d'activités du Bois de l’Épine.
Les quartiers sont au nord de la route nationale 7 le Parc de Fromont, les Hameaux de la Roche, Docks de Ris - Gare, au sud la Theuillerie, le Bel-Air, le Domaine de l’Aunette et le Plateau, la Ferme du Temple, le grand ensemble du Moulin à Vent, les Terres Saint-Lazare et l’Orme Pomponne, Grand Bourg (commun à Évry). Au sud de l’autoroute se trouve la zone d'activités du Bois de l’Épine. Plusieurs lieux-dits ont conservé leurs appellations dont le Bois du Kiosque et le Bois du Temple, l’Aunette et Trousseau, le Pré aux Vaches et le Parc d’Orangis.
L’Insee découpe la commune en douze îlots regroupés pour l'information statistique soit le Trousseau-Hameau Roche, Maire-Gare, Artistes lyriques-la Theuillerie, Centre 1 et 2, l’Aunette, la Ferme du Temple, la Ferme d’Orangis, le Moulin à Vent 1 et 2 et Saint-Lazare-Bois de l’Épine-Hippodrome. De 1996 à 2014, le grand ensemble du Plateau est classé en zone urbaine sensible avant de devenir un quartier prioritaire au titre de la rénovation urbaine, avec près de 5 400 habitants en 2018, tandis que les quartiers des Rénovations, des Oiseaux et de la Gare étaient en contrat urbain de cohésion sociale, seul le premier étant depuis un quartier de veille active,.

### Occupation des solssimplifiée
Le territoire de la commune se compose en 2017 de 29,92 % d'espaces agricoles, forestiers et naturels, 18,22  % d'espaces ouverts artificialisés et 51,86 % d'espaces construits artificialisés.

### Habitat
En 2009, la commune disposait sur son territoire de trois mille deux cent vingt-cinq logements logements sociaux répartis entre neuf bailleurs sociaux, soit 30 % du parc total de logement, bien au-delà des préconisations de la loi relative à la solidarité et au renouvellement urbains.

### Climat
Pour des articles plus généraux, voir Climat de l'Île-de-France et Climat de l'Essonne.
En 2010, le climat de la commune est de type climat océanique dégradé des plaines du Centre et du Nord, selon une étude du CNRS s'appuyant sur une série de données couvrant la période 1971-2000. En 2020, Météo-France publie une typologie des climats de la France métropolitaine dans laquelle la commune est exposée à un climat océanique altéré et est dans la région climatique Sud-ouest du bassin Parisien, caractérisée par une faible pluviométrie, notamment au printemps (120 à 150 mm) et un hiver froid (3,5 °C).
Pour la période 1971-2000, la température annuelle moyenne est de 11,7 °C, avec une amplitude thermique annuelle de 15,3 °C. Le cumul annuel moyen de précipitations est de 677 mm, avec 11 jours de précipitations en janvier et 7,9 jours en juillet. Pour la période 1991-2020, la température moyenne annuelle observée sur la station météorologique la plus proche, située à Athis-Mons à 7 km à vol d'oiseau, est de 12,1 °C et le cumul annuel moyen de précipitations est de 622,2 mm,. Pour l'avenir, les paramètres climatiques de la commune estimés pour 2050 selon différents scénarios d'émission de gaz à effet de serre sont consultables sur un site dédié publié par Météo-France en novembre 2022.

## Toponymie
Regis au XIe siècle, E. de Reiis au XIIe siècle, Reyæ en 1142, Riæ, Rizus en 1601, Orengiacum en 1151, Aurengiacum.
Le nom de Ris-Orangis est dû à la réunion des communes de Ris, dans la vallée, et d'Orangis, sur le Plateau, en 1793 sous le nom de "Ris et Orangis réunis".
En décembre 1793, la commune prend le nom de "Bruthus et Orangis", puis "Brutus" et en 1801, le nom actuel réapparaît dans le bulletin des lois.

## Histoire

### Les origines
Des fouilles organisées sur le territoire ont mis au jour des dents de mammouth, des pierres taillées et polies, des bronzes et un sarcophage attestant d’une présence humaine durant l’âge de la pierre et l’âge du bronze. Une pièce de monnaie gallo-romaine en cuivre datée du Ier siècle a été retrouvée à l’emplacement d’une maison en bordure de l’ancienne voie de Lutèce à Lugdunum.
Des sépultures mérovingiennes ont été retrouvées en 1919 au lieu-dit Les soixante arpents. En 922, le roi Robert Ier donna la paroisse de Ris, dédiée à Saint-Blaise à l’abbaye de Saint-Magloire. Au XIIe siècle, les deux villages séparés sont mentionnés sous les formes latinisées Regis et Orengiacum. De cette époque datait l’ancienne église Saint-Blaise.

### Les Templiers et les Hospitaliers

#### La commanderie d'Orangis
Comme nous l'apprend une charte datant de 1194 de la reine Alix de France, le don fait par Fouques d'Orangis et Regnaut, son frère, de 60 arpents de terre en chargeant Bauduin, l'autre frère, de tenir leur maison d'Orangis pour douze deniers par an avec l'ensemble des terres, des bois et des prés à l'ordre du Temple. Quelques années plus tard, les Templiers héritent de cette maison pour en faire la commanderie d'Orangis.
À partir du XIIIe siècle furent édifiées une commanderie et une ferme templières à Ris qui furent rasées sur ordre de Louis XIV.
Lors de la dévolution des biens de l'ordre du Temple en 1312, les Hospitaliers de l'ordre de Saint-Jean de Jérusalem récupèrent l'ensemble des biens. Le prieur bénéficiait de la haute, moyenne et basse justice.
Les terres d'Orangis avaient une contenance de 140 arpents et ses revenus s'élevaient à 80 livres en 1558, 600 livres en 1666 et 800 livres en 1733.

#### La commanderie de Fromont
On ne sait pas de quand date la commanderie de Fromont. Elle se composait d'un château avec basse-cour, les terres et les haute, moyenne et basse justice tant de Fromont, que Crosne, Ris, Évry et Misery. L'ordre du Temple avait déjà en 1173 des biens à Fromont qu'il tenait de Gaudy de Savigny, qui en prenant l'habit de l'Ordre lègue tous ses biens aux Templiers,.
Jusqu'en 1246, les terres sont acquises par la prieuré hospitalier du Temple mais après elles sont faites par la commanderie de Fromont. En janvier 1250, Léger et Alpedis de Crouselhes vendent à la commanderie un demi arpent de terre jouxtant un terrain templiers pour 30 sols Parisis,.
Lors de la dévolution des biens de l'ordre du Temple la commanderie passa comme membre aux Hospitaliers de l'ordre de Saint-Jean de Jérusalem et la gestion fut faite au nom du prieur par des frères de l'Ordre de façon plus ou moins rentable. Le prieur décida donc, en 1564, d'affermer le domaine pour un fermage de cent livres à Jacques de Thou, conseiller du roi et premier président du Parlement de Paris,. Le bail arrivant à sa fin, de Thou proposa à Pierre de La Fontaine, prieur, d'acheter la propriété contre une rente perpétuelle. Après l'avis favorable du grand maître Jean L'Evesque de La Cassière, Pierre de La Fontaine, accepta moyennant une rente foncière et non rachetable de 200 livres par an. Mais en 1625, Alexandre de Vendôme, prieur, voulut annuler la vente au prétexte qu'il était non conforme aux statuts de l'Ordre. Arnould de Nouveau, nouveau propriétaire et maître de la chambre aux deniers du roi, gagna devant la chambre des requêtes du Palais et devant le Parlement où Alexandre de Vendôme fit appel. Ainsi la commanderie sortit des biens de l'Ordre.

### Domaines nobles

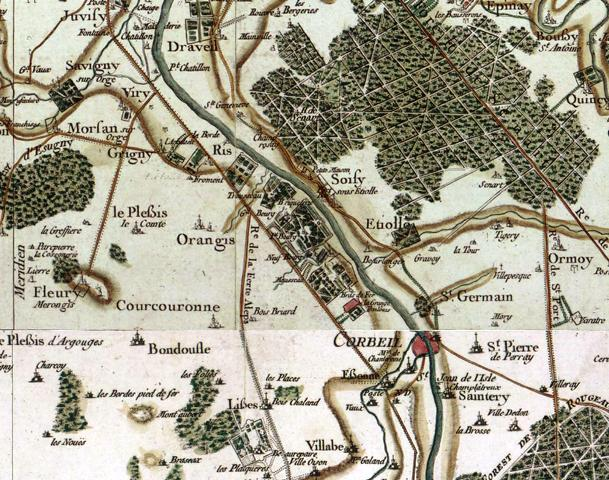
Carte de la région de Ris et Orangis au XVIIe siècle par Cassini.

Un premier château sur le site de la fondation Dranem est attesté dès 1159. À partir du XVIe siècle, la seigneurie de Ris appartenait à la famille Faucon dite Faucon de Ris. Ris possédait de nombreux châteaux, dont l’un était souvent visité par Henri IV. Au XVIIe siècle, le chevalier Philippe de Lorraine fit édifier à l’emplacement de l’ancienne commanderie templière le château de Ris. Peu après, le chevalier Soulage-Bodin y fit installer l’Institut royal horticole de Fromont (au château de Fromont).
Vers 1700, la seigneurie de Ris revint à la famille d’imprimeur lyonnais Anisson-Dupéron jusqu’au décès par la guillotine du dernier seigneur Étienne-Alexandre-Jacques Anisson-Dupéron en 1794. Durant la Révolution française, les Rissois choisirent en 1793 de renommer la nouvelle commune en Brutus, du nom fondateur de la République romaine. Au XVIIIe siècle, l’officier Charles-René de Bombelles fit édifier le château d’Orangis.
En 1790, la commune de Ris-Orangis fut la première de France à élire son maire.
En 1802, le général Michel Ordener acquit le château de Trousseau.
On trouvait également sur la commune le château de la Briqueterie, qui appartenait au XVIIIe siècle au comte de St Priest.

### XIXesiècle
En 1874, l’ouest du territoire de la commune fut modifié par la construction de l’aqueduc de la Vanne et du Loing, en particulier le long de l’ancien hippodrome. Jusqu’au XIXe siècle, plus grande partie des habitants de Ris étaient viticulteurs, le domaine produisait du vin blanc sur les coteaux de la Seine. En 1840 fut construite la gare de Ris-Orangis.

### XXesiècle
En 1907 est construite l’école Adrien-Guerton.
Pendant la Première Guerre mondiale, un hôpital militaire est créé en 1915 dans les bâtiments de l’ancien collège des frères Marianistes inoccupé depuis douze ans, l’hôpital de guerre HCVR76 (Hôpital complémentaire dépendant de l'hôpital militaire de Versailles no 76) dit Johnstone-Reckitt,.

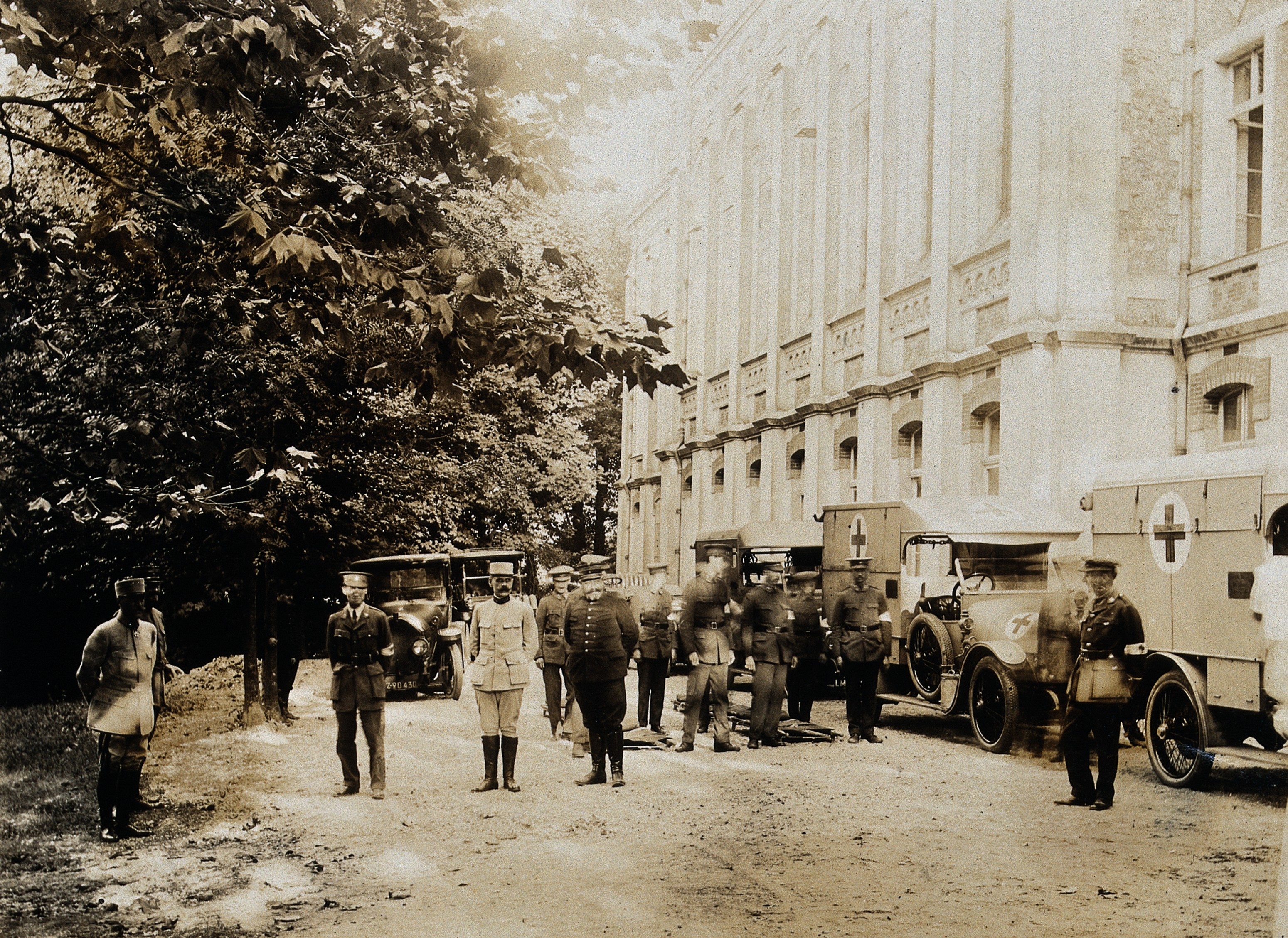
L'hôpital militaire en 1916.
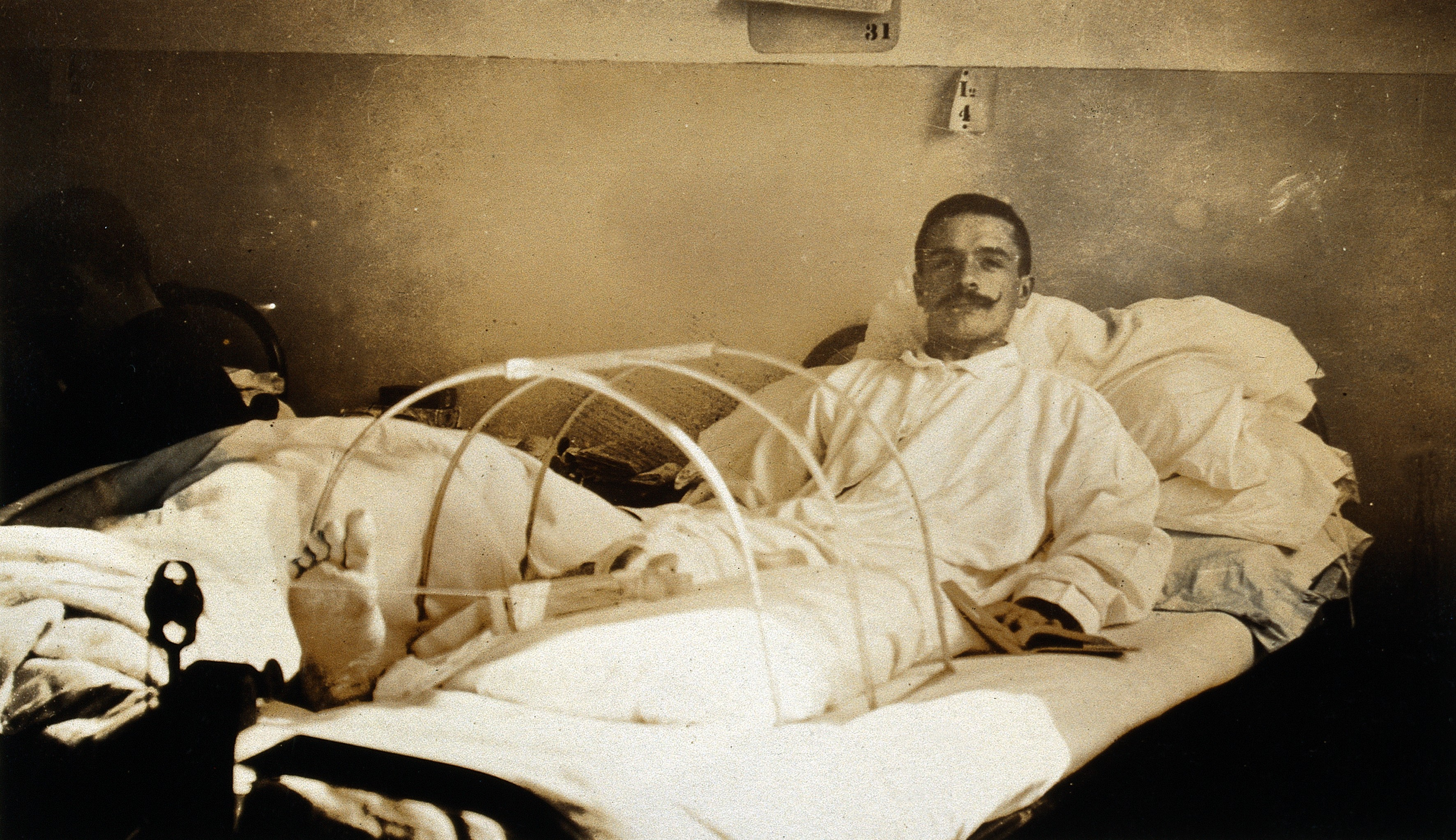
Soldat blessé à Verdun et amputé de la jambe à l'hôpital militaire de Ris-Orangis. 1916.
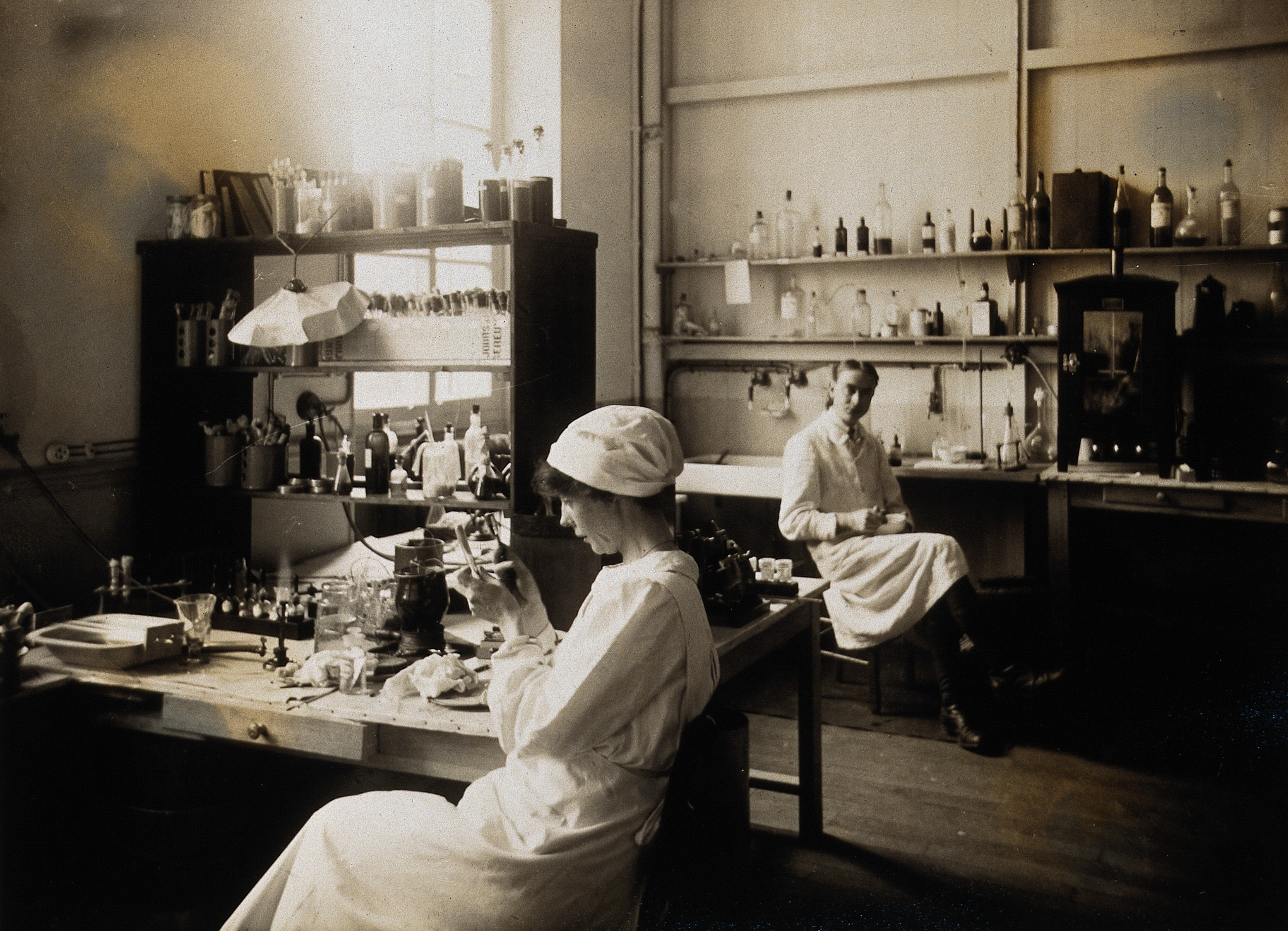
Infirmières à l'hôpital militaire, 1916.

En 1918, l'ancien domaine des religieux marianistes est racheté par l’œuvre des cheminots pour y installer un sanatorium. Ce bâtiment, inauguré en 1922 par Yves Le Trocquer, alors ministre des Travaux publics, était appelé « la cure d'air » et recevait les malades de la tuberculose ; orienté au sud, le bâtiment possédait trois galeries surmontées par une plateforme.
En 1927, la commune fait l’acquisition du château de Ris pour y installer l’hôtel de ville.
En 1933 est édifiée l’école primaire Jules-Boulesteix.
En 1946, la société Blédine-Jacquemaire rachète l’ancienne usine Progil.

### Paris Saint-Germain
En mai 2025, la commune se porte candidate pour accueillir le futur stade du Paris Saint-Germain et de son village. Le projet prévoit la reconquête de plus de 100 hectares de friches correspondant à l'ancien hippodrome des arcades et à l'ancienne biscuiterie Belin / LU. Accolé à ce vaste espace se trouve aussi le bois Saint-Eutrope, mis à disposition, et à quelques centaines de mètres, le stade Bobin, qui pourrait servir aux équipes féminines. Par le passé, ce site avait été envisagé pour un stade de rugby de 82 000 places, mais l'idée a été abandonnée en 2016.

## Politique et administration

### Rattachements administratifs et électoraux
Rattachements administratifs
Antérieurement à la loi du 10 juillet 1964, la commune faisait partie du département de Seine-et-Oise. La réorganisation de la région parisienne en 1964 fit que la commune appartient désormais au département de l'Essonne et à son arrondissement d'Évry après un transfert administratif effectif au 1er janvier 1968.
Elle faisait partie de 1793 à 1967 du canton de Corbeil-Essonnes de Seine-et-Oise. Lors de la mise en place des Yvelines, elle devient en 1967 le chef-lieu du canton de Ris-Orangis. Dans le cadre du redécoupage cantonal de 2014 en France, cette circonscription administrative territoriale a disparu, et le canton n'est plus qu'une circonscription électorale.
Rattachements électoraux
Pour les élections départementales, la commune constitue  depuis 2014 le canton de Ris-Orangis, dont elle constitue le bureau centralisateur.
Pour l'élection des députés, elle fait partie de la neuvième circonscription de l'Essonne.

### Intercommunalité
Ris-Orangis était membre depuis 2003 de la communauté d'agglomération Évry Centre Essonne, un établissement public de coopération intercommunale (EPCI) à fiscalité propre créé fin 2000, et auquel elle avant transféré un certain nombre de ses compétences dans les conditions déterminées par le code général des collectivités territoriales.
Dans le cadre de la mise en œuvre de la loi MAPAM du 27 janvier 2014, qui prévoit la généralisation de l'intercommunalité à l'ensemble des communes et la création d'intercommunalités de taille importante, le préfet de la région d'Île-de-France approuve le 4 mars 2015 un schéma régional de coopération intercommunale qui prévoit notamment la « fusion de la communauté d'agglomération Évry Centre Essonne (91), de la communauté d'agglomération Seine-Essonne (91), de la communauté d’agglomération de Sénart en Essonne (91), et de la communauté d'agglomération de Sénart (77) et (l')extension du nouveau groupement à la commune de Grigny (91) », antérieurement membre de la communauté d'agglomération Les Lacs de l'Essonne.
C'est ainsi qu'est créé le 1er janvier 2016, après consultation des conseils municipaux et communautaires concernés, la communauté d'agglomération Grand Paris Sud Seine-Essonne-Sénart, dont est désormais membre la commune.

### Tendances et résultats politiques
Dirigée depuis les années 1970 par la gauche, Ris-Orangis apparaît au regard des derniers résultats électoraux comme une commune relativement neutre politiquement avec une tendance à voter indifféremment à gauche ou à droite, sauf lors des scrutins locaux où le maire et conseiller général sortant Thierry Mandon (PS) est systématiquement réélu comme en 2001 et plus largement encore en 2008 où il remporta la mairie dès le premier tour. En 2002, les électeurs rissois apportèrent cependant plus de voix que la moyenne nationale au candidat du Front national et votèrent largement pour le député sortant Georges Tron (UMP). En 2007, ils votèrent à une courte majorité pour le candidat Nicolas Sarkozy mais préférèrent leur maire lors de l’élection législative, contrairement au reste de la circonscription. En 2004, comme sur le reste du territoire national, la gauche remporta largement les élections européennes et régionales, mais en 2009, les Rissois préférèrent la liste UMP candidate au parlement européen comme la majorité des français et en 2010 la liste socialiste candidate au conseil régional avec une large avance face à la candidate de l’UMP. En 2005, les Rissois rejetèrent à une large majorité le traité de Rome, alors même qu’ils avaient approuvé le traité de Maastricht.
Des sections du Parti communiste français et du Parti socialiste sont présentes dans la commune.
Élections présidentielles
Résultats des deuxièmes tours
- Élection présidentielle de 2002 : 80,84 % pour Jacques Chirac (RPR), 19,16 % pour Jean-Marie Le Pen (FN), 78,21 % de participation[59].
- Élection présidentielle de 2007 : 50,59 % pour Nicolas Sarkozy (UMP), 49,41 % pour Ségolène Royal (PS), 84,77 % de participation[60].
- Élection présidentielle de 2012 : 58,77 % pour François Hollande (PS), 41,23 % pour Nicolas Sarkozy (UMP), 78,54 % de participation[61].
- Élection présidentielle de 2017 : 71,49 % pour Emmanuel Macron (LREM), 28,51 % pour Marine Le Pen (FN), 72,62 % de participation.

Élections législatives
Résultats des deuxièmes tours
- Élections législatives de 2002 : 54,85 % pour Georges Tron (UMP), 45,15 % pour Florence Léon-Ploquin (PS), 56,48 % de participation[62].
- Élections législatives de 2007 : 53,18 % pour Thierry Mandon (PS), 46,82 % pour Georges Tron (UMP), 56,38 % de participation[63].
- Élections législatives de 2012 : 67,52 % pour Thierry Mandon (PS), 32,48 % pour Georges Tron (UMP), 51,70 % de participation[64].
- Élections législatives de 2017 : 60,28 % pour Marie Guévenoux (LREM), 39,72 % pour Véronique Carantois (LR), 34,27 % de participation.

Élections européennes
Résultats des deux meilleurs scores
- Élections européennes de 2004 : 26,77 % pour Harlem Désir (PS), 13,56 % pour Patrick Gaubert (UMP), 41,58 % de participation[65].
- Élections européennes de 2009 : 25,25 % pour Michel Barnier (UMP), 17,55 % pour Harlem Désir (PS), 36,00 % de participation[66].
- Élections européennes de 2014 : 25,37 % pour Aymeric Chauprade (FN), 17,96 % pour Pervenche Berès (PS), 35,97 % de participation[67].
- Élections européennes de 2019 : 21,30 % pour Jordan Bardella (RN), 20,22 % pour Nathalie Loiseau (LREM), 43,65 % de participation.

Élections régionales
Résultats des deux meilleurs scores
- Élections régionales de 2004 : 50,48 % pour Jean-Paul Huchon (PS), 34,18 % pour Jean-François Copé (UMP), 63,10 % de participation[68].
- Élections régionales de 2010 : 62,15 % pour Jean-Paul Huchon (PS), 37,15 % pour Valérie Pécresse (UMP), 42,43 % de participation[69].
- Élections régionales de 2015 : 46,17 % pour Claude Bartolone (PS), 33,08 % pour Valérie Pécresse (LR), 51,85 % de participation[70].

Élections cantonales puis départementales
Résultats des deuxièmes tours :
- Élections cantonales de 2001 : 55,39 % pour Thierry Mandon (PS), 44,61 % pour Claude Ravier (RPR), 56,93 % de participation[71].
- Élections cantonales de 2008 : 65,83 % pour Thierry Mandon (PS), 34,17 % pour Isabelle Vidal (UMP), 44,41 % de participation[72].
- Élections cantonales partielles de 2012 : 72,39 % pour Stéphane Raffalli (PS), 27,61 % pour Pierre Nègre (UMP), 18,54 % de participation[73].
- Élections départementales de 2015 : 63,90 % pour Hélène Dian-Leloup (EELV) et Stéphane Raffalli (PS), 36,10 % pour Isabelle Rossignol et Claude Stillen (FN), 46,35 % de participation[74].

Élections municipales
Résultats des deuxièmes tours :
- Élections municipales de 2001 : 44,76 % pour Thierry Mandon (PS), 30,74 % pour Frédérique Garcia (DVD), 58,06 % de participation[75].
- Élections municipales de 2008 : 53,82 % pour Thierry Mandon (PS) élu au premier tour, 21,40 % pour Jacques Brochot (UMP), 54,41 % de participation[76].
- Au second tour des élections municipales de 2014 dans l'Essonne, la liste PS-PCF-EELV menée par le maire sortant Stéphane Raffalli remporte la majorité des suffrages exprimés, avec 3 959 voix (48,50 %, 27 conseillers municipaux élus dont 9 communautaires), devançant largement les listes menées respectivement par[77] :
- Yves Liebmann (DVD, 3 014 voix, 36,92 %, 6 conseillers municipaux élus dont 2 communautaires) ;
- Laurent Stillen (FN, 1 189 voix, 14,56 %, 2 conseillers municipaux élus dont 1 communautaire).

Lors de ce scrutin, 44,88 % des électeurs se sont abstenus.
- Au premier tour des élections municipales de 2020 dans l'Essonne, la liste DVG menée par le maire sortant Stéphane Raffalli remporte la majorité absolue des suffrages exprimés, avec 2 328 voix (50,06 %, 27 conseillers municipaux élus dont 6 communautaires), devançant largement les listes menées respectivement par[78],[79] :
- Christian Amar Henni (DIV, 1 205 voix, 25,91 %, 4 conseillers municipaux élus dont 1 communautaire) ;
- Laurent Stillen (DVD, 599 voix, 12,88 %, 2 conseillers municipaux élus) ;
- Daniel Rouiller (DIV, 518 voix, 11,13 %, 2 conseillers municipaux élus).

Lors de ce scrutin marqué par la crise de la pandémie de Covid-19 en France, 67,04 % des électeurs se sont abstenus.
Référendums
- Référendum de 2000 relatif au quinquennat présidentiel : 74,43 % pour le Oui, 25,57 % pour le Non, 27,34 % de participation[80].
- Référendum de 2005 relatif au traité établissant une Constitution pour l’Europe : 59,20 % pour le Non, 40,80 % pour le Oui, 66,44 % de participation[81].

### Administration municipale
Compte tenu de la population de la commune, son conseil municipal est constitué de 35 membres, dont le maire et les maire-adjoints.

### Politique locale
À la suite de recours formés par deux listes d’opposition, les élections municipales de 2020 de Ris-Orangis sont annulées par le Tribunal administratif de Versailles. En effet, la liste menée par le maire sortant Stéphane Raffalli a dépassé la majorité absolue des suffrages exprimés de seulement trois voix, alors que le tribunal a constaté la publication irrégulière dans le magazine municipal, quelques jours avant le scrutin, d'un article appelant explicitement à voter pour le maire sortant, en violation des dispositions du code électoral. De ce fait, en raison du « très faible écart entre le nombre de voix recueillies par la liste conduite par M. Raffalli, et la majorité absolue des suffrages exprimés, ces différentes irrégularités ont été de nature à altérer les résultats du scrutin »,.
Les jumeaux Stillen, qui ont obtenu l'annulation du scrutin mais pas l'inéligibilité du maire invalidé, ont fait appel de ce jugement devant le Conseil d'État. Afin d'éviter les délais de cette procédure, 12 colistiers de Stéphane Raffalli ont démissionné en mars 2021, rendant sans objet cet appel et impliquant l'organisation de nouvelles élections municipales au printemps 2021.
La liste menée par Stéphane Raffalli obtient la majorité absolue des suffrages exprimés dès le premier tour des élections municipales partielles qui se sont tenues le 2 mai 2021 avec 2 433 voix (55,35 %), devançant largement les listes menées respectivement par : 
- Christian Amar Henni : 1 099 voix (25 %) ;
- Claude Stillen : 864 voix (19,65 %)

Seuls 30,69 % des électeurs ont pris part au scrutin.

### Liste des maires
La vie municipale est marquée par une grande stabilité depuis la Libération de la France, puisque seulement cinq maires se sont succédé depuis 1944 :

### Jumelages
| Ris-Orangis Salfeet Tel Mond |

Ris-Orangis a développé des associations de jumelage avec :
- Salfeet (Palestine) depuis 2000, en arabe سلفيت, située à 3 293 kilomètres[95] ;
- Tel Mond (Israël) depuis 2000, en hébreu תל מונד, située à 3 262 kilomètres[96].

## Population et société

### Démographie

#### Évolution démographique
L'évolution du nombre d'habitants est connue à travers les recensements de la population effectués dans la commune depuis 1793. Pour les communes de plus de 10 000 habitants les recensements ont lieu chaque année à la suite d'une enquête par sondage auprès d'un échantillon d'adresses représentant 8 % de leurs logements, contrairement aux autres communes qui ont un recensement réel tous les cinq ans,.

En 2022, la commune comptait 30 283 habitants, en évolution de +5,16 % par rapport à 2016 (Essonne : +2,89 %, France hors Mayotte : +2,11 %).
| 1793 | 1800 | 1806 | 1821 | 1831 | 1836 | 1841 | 1846 | 1851 |
| ---- | ---- | ---- | ---- | ---- | ---- | ---- | ---- | ---- |
| 553  | 494  | 516  | 623  | 590  | 675  | 758  | 810  | 864  |

| 1856 | 1861  | 1866  | 1872 | 1876  | 1881  | 1886  | 1891  | 1896  |
| ---- | ----- | ----- | ---- | ----- | ----- | ----- | ----- | ----- |
| 944  | 1 101 | 1 043 | 990  | 1 021 | 1 179 | 1 275 | 1 412 | 1 433 |

| 1901  | 1906  | 1911  | 1921  | 1926  | 1931  | 1936  | 1946  | 1954  |
| ----- | ----- | ----- | ----- | ----- | ----- | ----- | ----- | ----- |
| 1 495 | 1 439 | 1 552 | 1 900 | 2 322 | 3 379 | 3 783 | 4 014 | 5 576 |

| 1962  | 1968   | 1975   | 1982   | 1990   | 1999   | 2006   | 2011   | 2016   |
| ----- | ------ | ------ | ------ | ------ | ------ | ------ | ------ | ------ |
| 9 027 | 23 511 | 27 249 | 24 925 | 24 677 | 24 436 | 26 620 | 26 988 | 28 796 |

| 2021   | 2022   | - | - | - | - | - | - | - |
| ------ | ------ | - | - | - | - | - | - | - |
| 29 825 | 30 283 | - | - | - | - | - | - | - |

Lors du premier recensement des personnes intervenus en 1793, le village de Ris comptait cinq cent cinquante-trois habitants, il perdit rapidement un dixième de cette population avec le déclin des différents domaines aristocratiques sur son territoire avant d’entamer une période de croissance lente et continue, portant la population à huit cent soixante-quatre habitants en 1851 et dépassa le cap des mille résidents dix ans plus tard. Le conflit de 1870 fit à nouveau chuter la population à neuf cent quatre-vingt-dix habitants avant une reprise de la progression, la commune comptant près de mille cinq cents habitants en 1901. À partir de l’Entre-deux-guerres, la croissance s’accéléra, avec le développement de lotissements pavillonnaires portant la population à plus de trois mille sept cents habitants en 1936, puis de grands ensembles durant les Trente Glorieuses avec déjà plus de neuf mille résidents en 1962 et une explosion à vingt-trois mille cinq cents habitants six ans plus tard, le pic démographique communal étant atteint en 1975 avec vingt-sept mille deux cent quarante-neuf habitants. La population déclina ensuite jusqu’au début du XXIe siècle pour se stabiliser à nouveau autour des vingt-sept mille résidents permanents. L’immigration compte pour une part relativement faible dans cette croissance démographique avec seulement 10,9 % de la population communale de nationalité étrangère en 1999 répartis entre 3,31 % de Portugais, 1,2 % de Turcs, 1 % d’Algériens et de Marocains, 0,4 % d’Italiens, 0,2 % de Tunisiens et d’Espagnols.

#### Pyramide des âges
La population de la commune est relativement jeune.
En 2018, le taux de personnes d'un âge inférieur à 30 ans s'élève à 42,9 %, soit au-dessus de la moyenne départementale (39,9 %). À l'inverse, le taux de personnes d'âge supérieur à 60 ans est de 18,0 % la même année, alors qu'il est de 20,1 % au niveau départemental.
En 2018, la commune comptait 14 282 hommes pour 15 307 femmes, soit un taux de 51,73 % de femmes, légèrement supérieur au taux départemental (51,02 %).
Les pyramides des âges de la commune et du département s'établissent comme suit.
| Hommes | Classe d’âge | Femmes |
| ------ | ------------ | ------ |
| 0,5    | 90 ou +      | 1,2    |
| 4,8    | 75-89 ans    | 6,7    |
| 11,2   | 60-74 ans    | 11,6   |
| 18,4   | 45-59 ans    | 17,6   |
| 20,6   | 30-44 ans    | 21,7   |
| 18,4   | 15-29 ans    | 19,3   |
| 26,1   | 0-14 ans     | 22,0   |

| Hommes | Classe d’âge | Femmes |
| ------ | ------------ | ------ |
| 0,5    | 90 ou +      | 1,4    |
| 5,4    | 75-89 ans    | 7,2    |
| 12,9   | 60-74 ans    | 13,9   |
| 20     | 45-59 ans    | 19,4   |
| 19,9   | 30-44 ans    | 20,1   |
| 20     | 15-29 ans    | 18,2   |
| 21,3   | 0-14 ans     | 19,8   |

### Enseignement

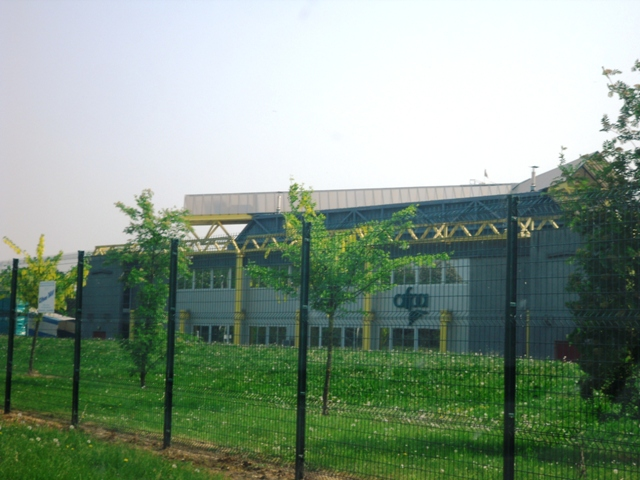
Le centre de formation AFPA.

Les élèves de Ris-Orangis sont rattachés à l’académie de Versailles. La commune dispose sur son territoire des écoles maternelles du Centre, Pablo-Picasso et des Fauvettes, des écoles élémentaires d’Orangis et Jules-Boulesteix et des écoles primaires de la Ferme du Temple, du Moulin à Vent, Michel-Ordener et Maurice-Guerton des collèges Albert-Camus et Jean-Lurçat et du lycée professionnel Pierre-Mendès-France. Les jeunes enfants sont accueillis dans diverses structures dont les multi-accueils Les Confettis et La Farandole, la maison de la petite enfance, les crèches familiales Les Chérubins et Pains d’Épice. Hors périodes scolaires, les enfants sont accueillis dans les centres éducatifs de loisirs enfantins de la Ferme du Temple, des Fauvettes, Picasso, du Moulin à Vent, Guerton, Ordener et du Centre, au centre de loisirs primaires et dans la ludothèque des Oiseaux. La commune accueille en outre un centre de formation de l’Association pour la formation professionnelle des adultes.

### Santé

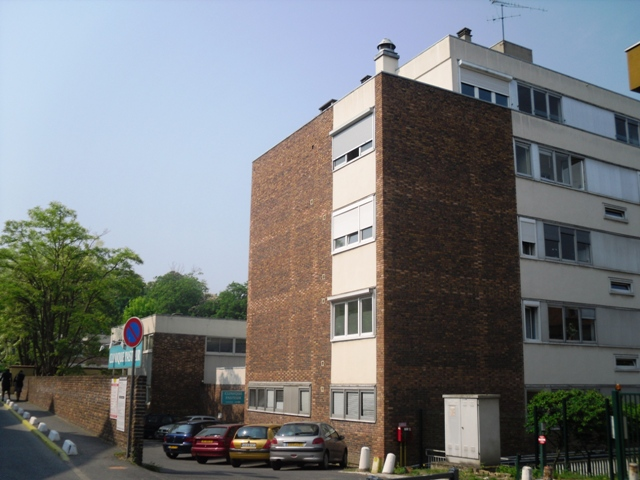
La clinique Pasteur.

La commune dispose sur son territoire du groupe hospitalier Les Cheminots spécialisés en soins de suite de cancérologie et en pneumologie et de la clinique Pasteur affiliée au groupe Domusvi, de la maison de retraite du Château Dranem elle aussi membre du groupe Domusvi, de l’Établissement d'hébergement pour personnes âgées dépendantes du Manoir, du centre d’accueil de personnes handicapées de la Maison de l’Orée. Deux centres de protection maternelle et infantile sont implantés dans les quartiers du Moulin à Vent et en centre-ville, complété par un centre de planification familiale. Cinquante médecins, seize chirurgiens-dentistes exercent dans la commune et huit pharmacies y sont implantées.

### Services publics

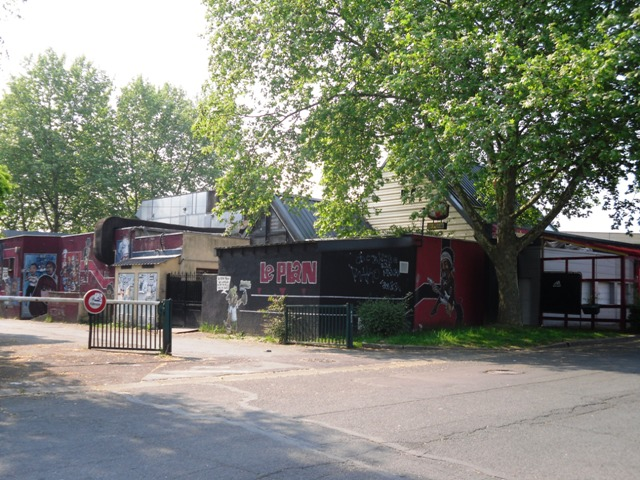
La salle de concert Le Plan.

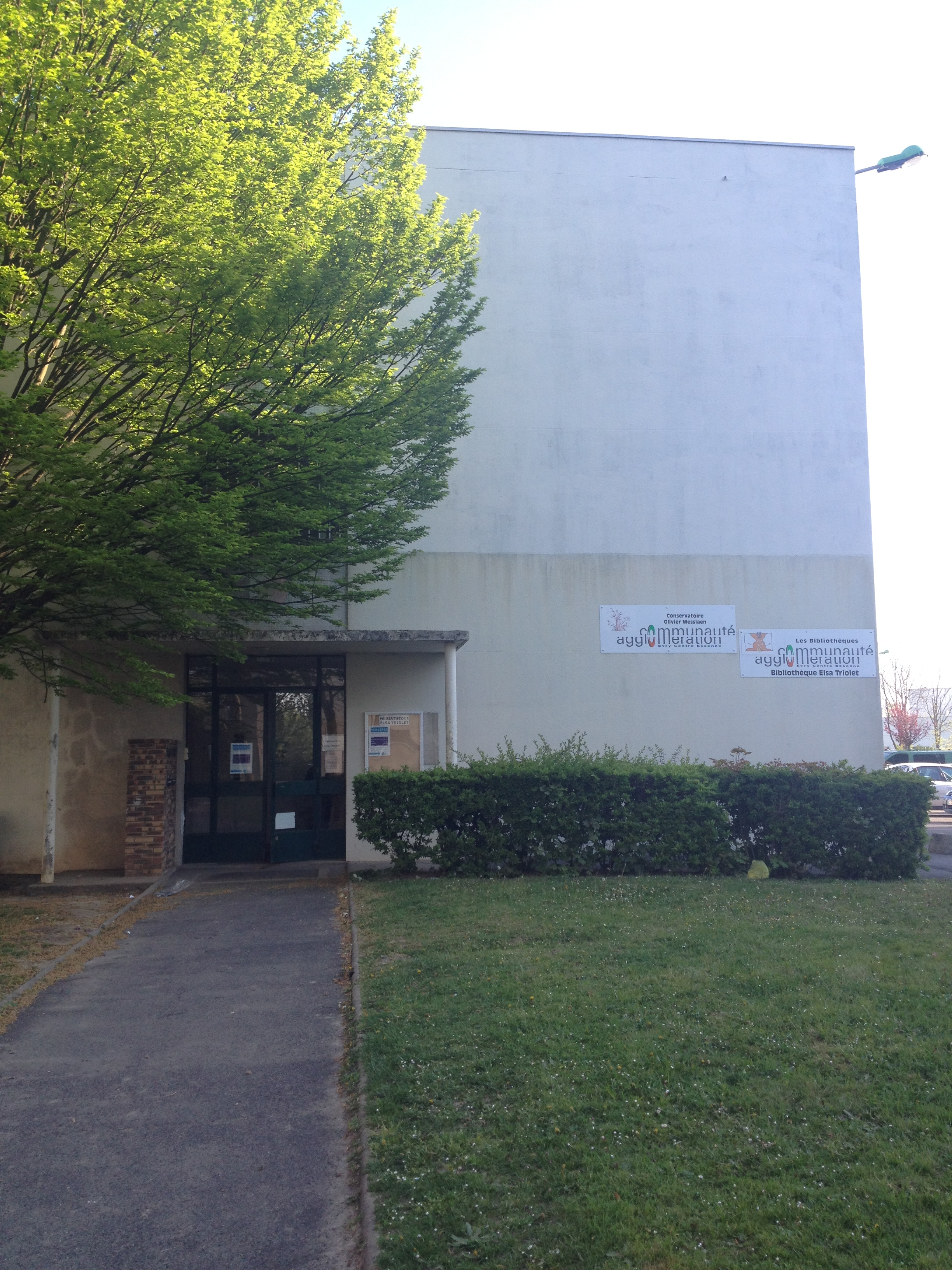
Conservatoire municipal de musique Olivier-Messiaen.

La commune dispose sur son territoire d’un bureau de police nationale et d’un centre de secours de sapeurs-pompiers volontaires. Elle accueille aussi des antennes de la Caisse d’allocations familiales et de la Caisse primaire d'assurance maladie, une trésorerie principale et deux agences postales. Dix avocats et un notaire exercent dans la commune. L’organisation juridictionnelle rattache les justiciables de la commune aux tribunaux d’instance, de grande instance, de commerce et conseil de prud’hommes d’Évry.

### Culture
La commune de Ris-Orangis dispose sur son territoire de plusieurs infrastructures à vocation culturelle dont la salle de concert Le Plan d’une capacité de 830 places, le centre culturel Robert-Desnos doté de salles de cinéma classées Art et Essai, la maison des jeunes et de la culture, les médiathèques Elsa-Triolet et Raymond-Queneau, le cinéma Jean-Louis-Barrault et le conservatoire municipal de musique Olivier-Messiaen.
La MJC de Ris-Orangis, bien qu'étant par ailleurs l'un des seuls Centres de Musiques Traditionnelles d'Île-de-France, fait l'objet en 2021 d'une non-reconduction de son association gestionnaire à la suite de divergences avec la municipalité, entraînant de facto sa fermeture.

### Sports
Diverses installations sportives sont implantées dans la commune :
- L’ancien hippodrome intercommunal situé dans la commune et utilisé de 1972 à 1996[130], aurait dû être remplacé par le grand stade de la Fédération française de rugby à XV[131], projet aujourd'hui abandonné.
- les stades Émile-Gagneux et Latruberce, le cosec Jesse-Owens, les gymnases Jules-Boulesteix, Albert-Camus, du Moulin à Vent, de la Ferme du Temple, le dojo Jean-Luc-Rougé, la piscine René-Touzin, la base nautique. Les différentes disciplines sont regroupées au sein de l’Union sportive de Ris-Orangis (USRO)[132]. La majeure partie de l’ancien hippodrome de Ris-Orangis est située sur le territoire de Ris-Orangis.

### Lieux de culte
La paroisse catholique de Ris-Orangis est rattachée au secteur pastoral de Ris-Orangis-Grigny et au diocèse d'Évry-Corbeil-Essonnes. Elle dispose de l’église Notre-Dame et de l’église du Sacré-Cœur. La communauté protestante dispose d’un centre et d'une église évangéliques baptistes. Les musulmans disposent dans la commune de la mosquée de l'Association Cultuelle Musulmane Rissoise (A.C.M.R) rue Jean-Moulin et d'un salle de prière[pas clair] pour la communauté turque. La communauté israélite dispose d’une synagogue.

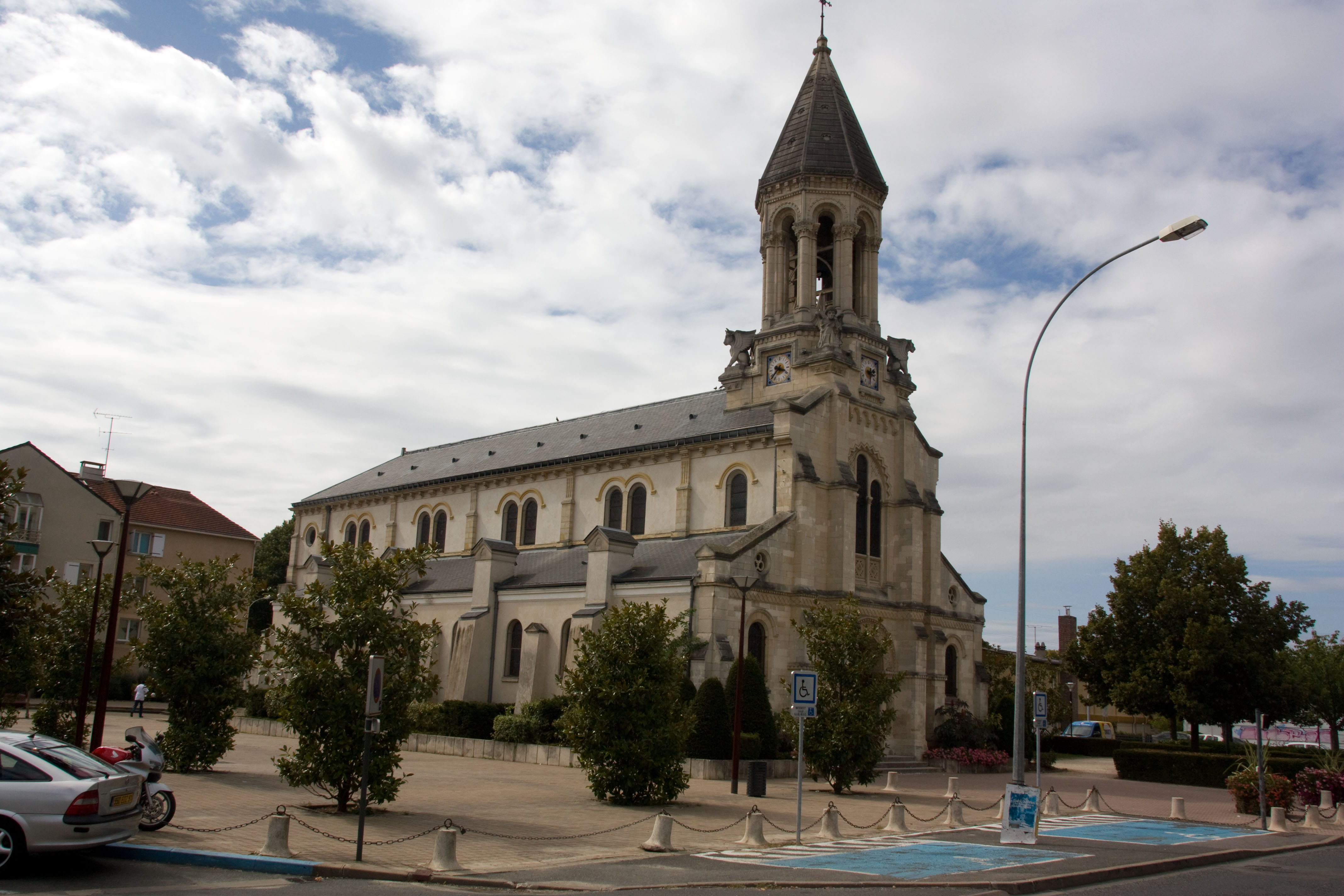
L’église Notre-Dame.
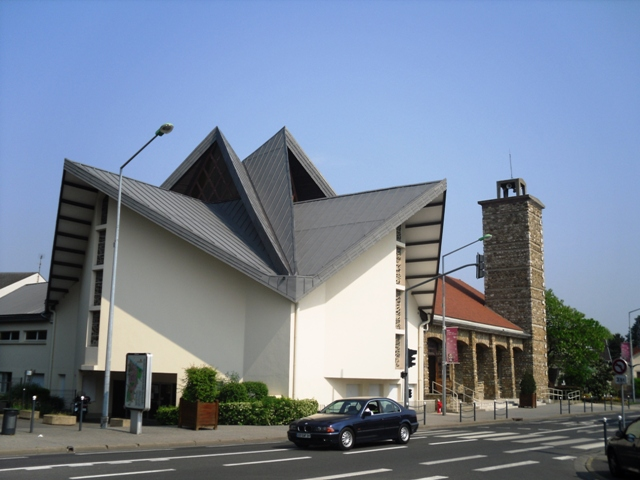
L’église du Sacré-Cœur.
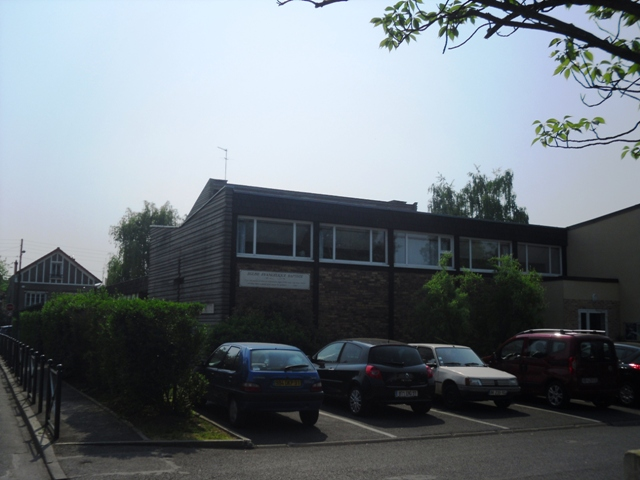
L’église évangélique baptiste.
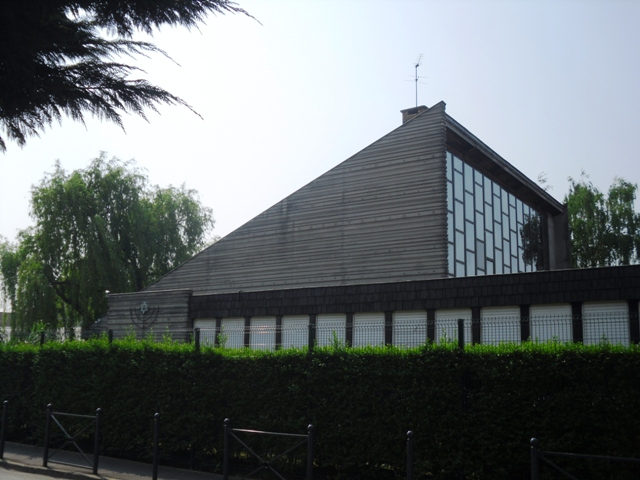
La synagogue.
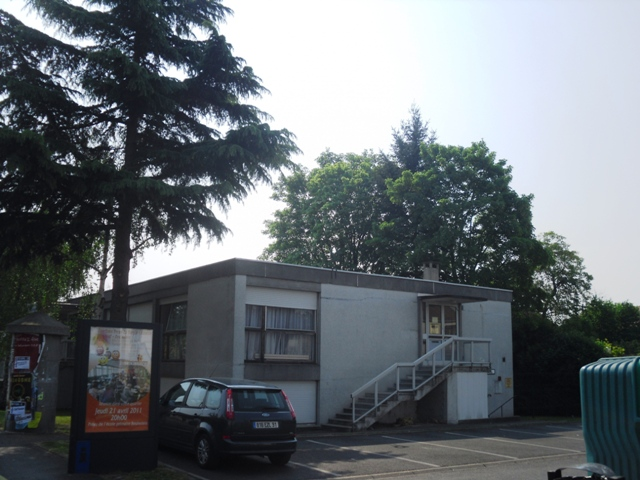
La mosquée de l'A.C.M.R.

### Médias
Le quotidien Le Parisien et l’hebdomadaire Le Républicain relate les informations locales. La commune est en outre dans le bassin d’émission des chaînes de télévision France 3 Paris Île-de-France Centre, IDF1 et Téléssonne intégré à Télif.

## Économie

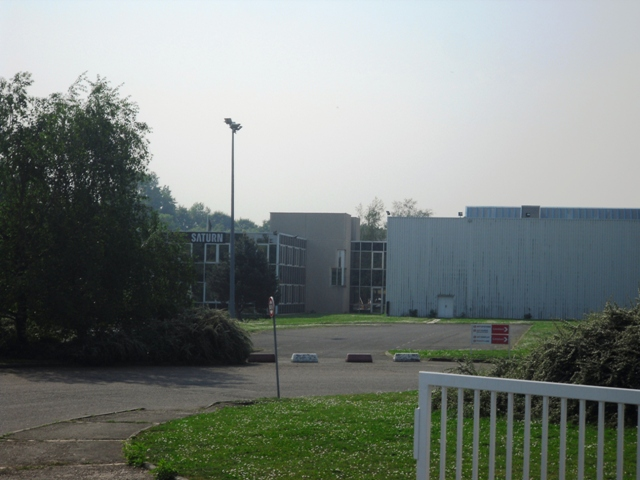
Le siège social français de Planet Saturn.

Ris-Orangis est intégrée à la zone d'emploi d’Évry qui regroupait en 1999 soixante-six communes et 271 329 habitants, les Rissois représentant 9 % de cette population totale. Principalement résidentielle, la commune dispose cependant de plusieurs zones d’activités industrielles, dont une partie de la zone des Noues de Seine au nord, la zone d’activité des Bords de Seine sur le site des anciens docks d’alcool, à l’ouest les zones d’activités des Terres Saint-Lazare et de l’Orme Pomponne et au sud en bordure de l’autoroute la vaste zone du Bois de l’Épine. La commune accueille notamment le siège social français de la chaîne de magasins d’électroménager Planète Saturn. Sur le territoire se trouve aussi un établissement des fonderies de Gentilly répertorié au registre français des émissions polluantes pour ses émissions de dioxyde de carbone, antimoine et plomb et ses prélèvements en eau potable du réseau. En 2009, la commune accueillait sur son territoire mille deux cent treize entreprises actives dont 64 % dans le secteur tertiaire. Trois exploitations agricoles étaient encore actives en 1988 sur une superficie de sept cent trente-quatre hectares, toutes disparues dix ans plus tard. Fait rare, aucun hôtel ni aucun camping ne se trouvait dans la commune. Deux marchés sont organisés dans la commune les mercredis et samedis matin.

### Emplois, revenus et niveau de vie
En 2007, la commune comptait une population active de 13 258 habitants mais disposait sur son territoire de seulement 6 472 emplois, obligeant 81 % des résidents à travailler dans une autre commune. Cette même année, 11,5 % de la population était au chômage et dans le même temps, 83 % des actifs ayant un emploi étaient titulaires de la fonction publique ou employés en contrat à durée indéterminée. Il en résulte une certaine disparité de revenus dans la commune avec un revenu net imposable moyen fixé à 31 042 € mais une proportion de 39 % des ménages non imposables à l’impôt sur le revenu. En 2006, le revenu fiscal médian par ménage était de 17 846 €, ce qui plaçait la commune au 8 010e rang parmi les 30 687 communes de plus de cinquante ménages que compte le pays et au 177e rang départemental. En outre, seulement 53 % de la population était propriétaire de son logement et 33 % vivaient dans une habitation à loyer modéré.
En 2010, le revenu fiscal médian par ménage était de 30 580 €, ce qui plaçait Ris-Orangis au 13 627e rang parmi les 31 525 communes de plus de 39 ménages en métropole.
| Répartition des emplois par catégories socioprofessionnelles en 2006. |              |                                           |                                                   |                            |                          |                           |
|                                                                       | Agriculteurs | Artisans, commerçants, chefs d’entreprise | Cadres et professions intellectuelles supérieures | Professions intermédiaires | Employés                 | Ouvriers                  |
| Ris-Orangis                                                           | 0,1 %        | 5,5 %                                     | 10,7 %                                            | 27,6 %                     | 32,7 %                   | 17,1 %                    |
| Zone d’emploi d’Évry                                                  | 0,3 %        | 4,0 %                                     | 20,2 %                                            | 29,6 %                     | 28,2 %                   | 17,7 %                    |
| Moyenne nationale                                                     | 2,2 %        | 6,0 %                                     | 15,4 %                                            | 24,6 %                     | 28,7 %                   | 23,2 %                    |
| Répartition des emplois par secteurs d’activités en 2006.             |              |                                           |                                                   |                            |                          |                           |
|                                                                       | Agriculture  | Industrie                                 | Construction                                      | Commerce                   | Services aux entreprises | Services aux particuliers |
| Ris-Orangis                                                           | 0,3 %        | 11,3 %                                    | 5,8 %                                             | 13,1 %                     | 15,9 %                   | 8,4 %                     |
| Zone d’emploi d’Évry                                                  | 0,9 %        | 13,5 %                                    | 5,4 %                                             | 14,6 %                     | 16,2 %                   | 6,9 %                     |
| Moyenne nationale                                                     | 3,5 %        | 15,2 %                                    | 6,4 %                                             | 13,3 %                     | 13,3 %                   | 7,6 %                     |
| Sources : Insee,                                                      |              |                                           |                                                   |                            |                          |                           |

## Culture locale et patrimoine

### Patrimoine environnemental

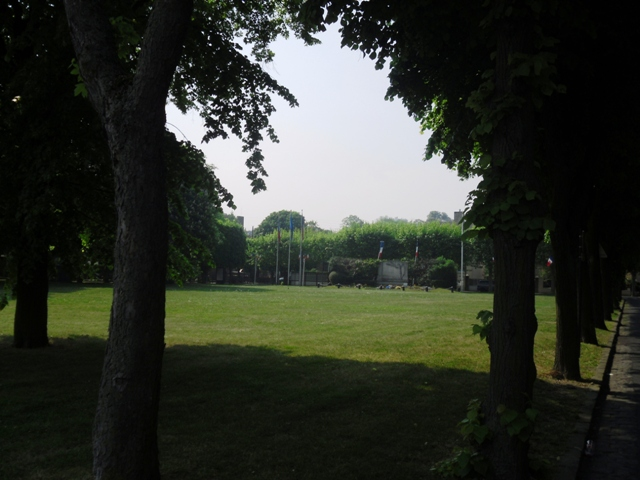
La place des Fêtes.

Les espaces boisés et les zones humides ont été recensés au titre des  espaces naturels sensibles  par le conseil départemental de l'Essonne.
Plusieurs parcs et jardins sont répartis sur le territoire dont le parc de Trousseau, le parc de la Fondation Dranem, le parc de la Theuillerie, la place du Moulin à Vent et le square Salvador-Allende, la place des Fêtes, le pré aux Vaches et le parc d’Orangis, les jardins familiaux et une part importante du bois de Saint-Eutrope.
La commune de Ris-Orangis a été récompensée par trois fleurs au concours des villes et villages fleuris.

### Lieux et monuments

#### Patrimoine civil
Le château de Trousseau du XVIIIe siècle a été inscrit aux monuments historiques le 14 novembre 1985,.
Le territoire a conservé plusieurs châteaux dont le château Gomel du XVIIe siècle, le château Dranem fondé par Dranem lui-même à la même époque et le château de Fromont, actuel hôtel de ville, le château Lot, actuellement à l'abandon.
Des anciens domaines nobles ont été conservés comme la ferme du château d'Orangis et son pigeonnier.

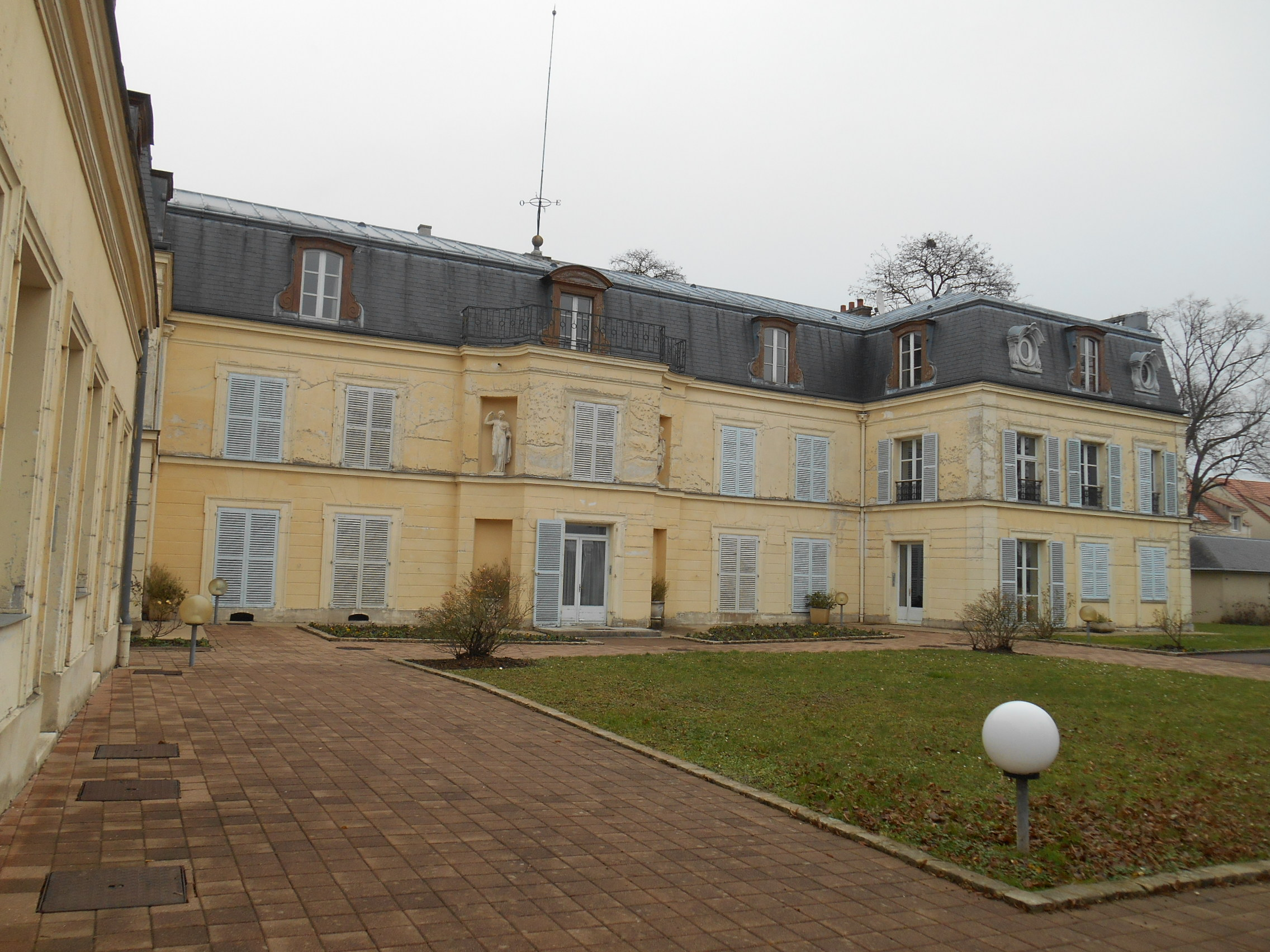
Le château Gomel.
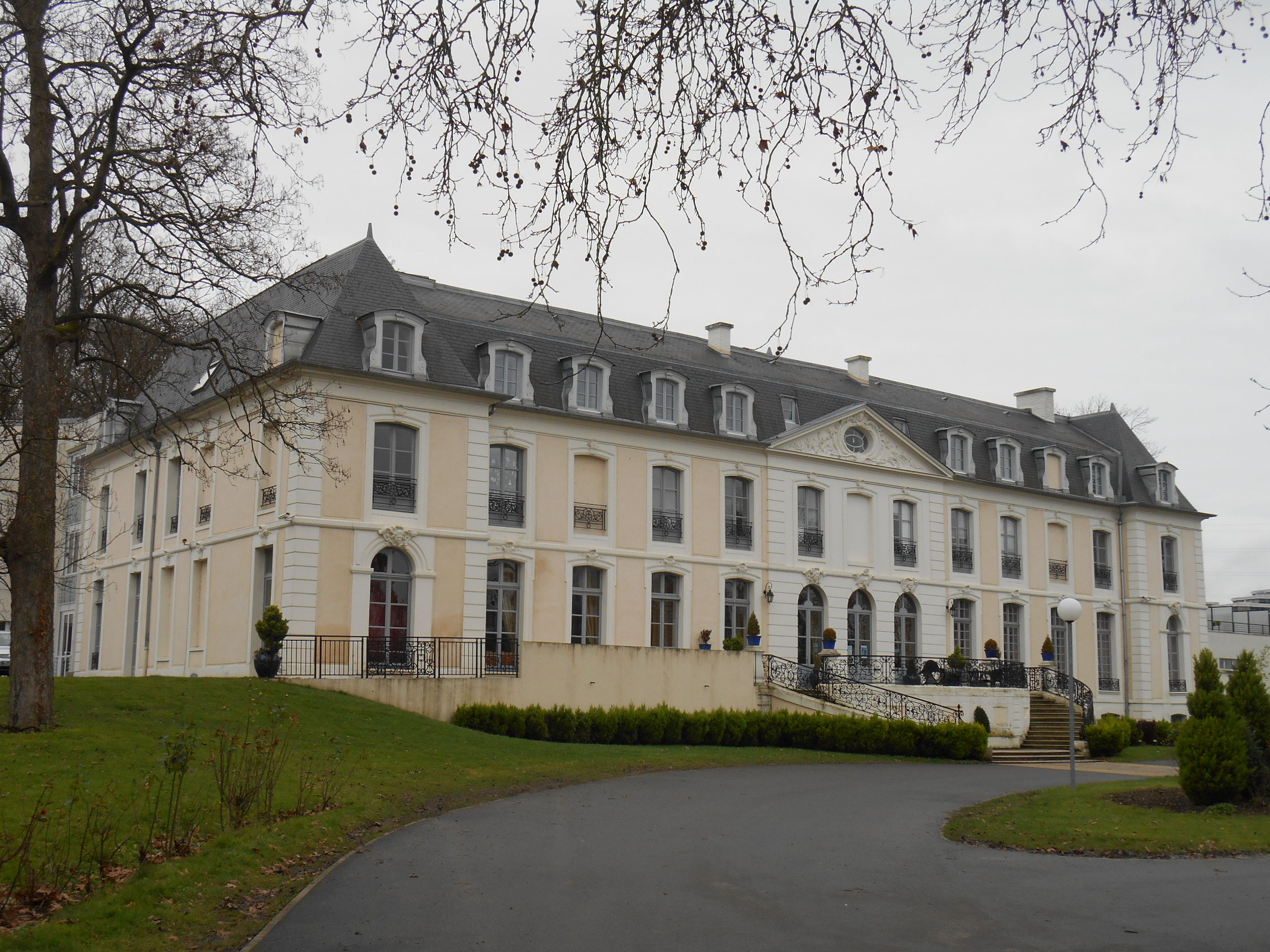
Le château Dranem.
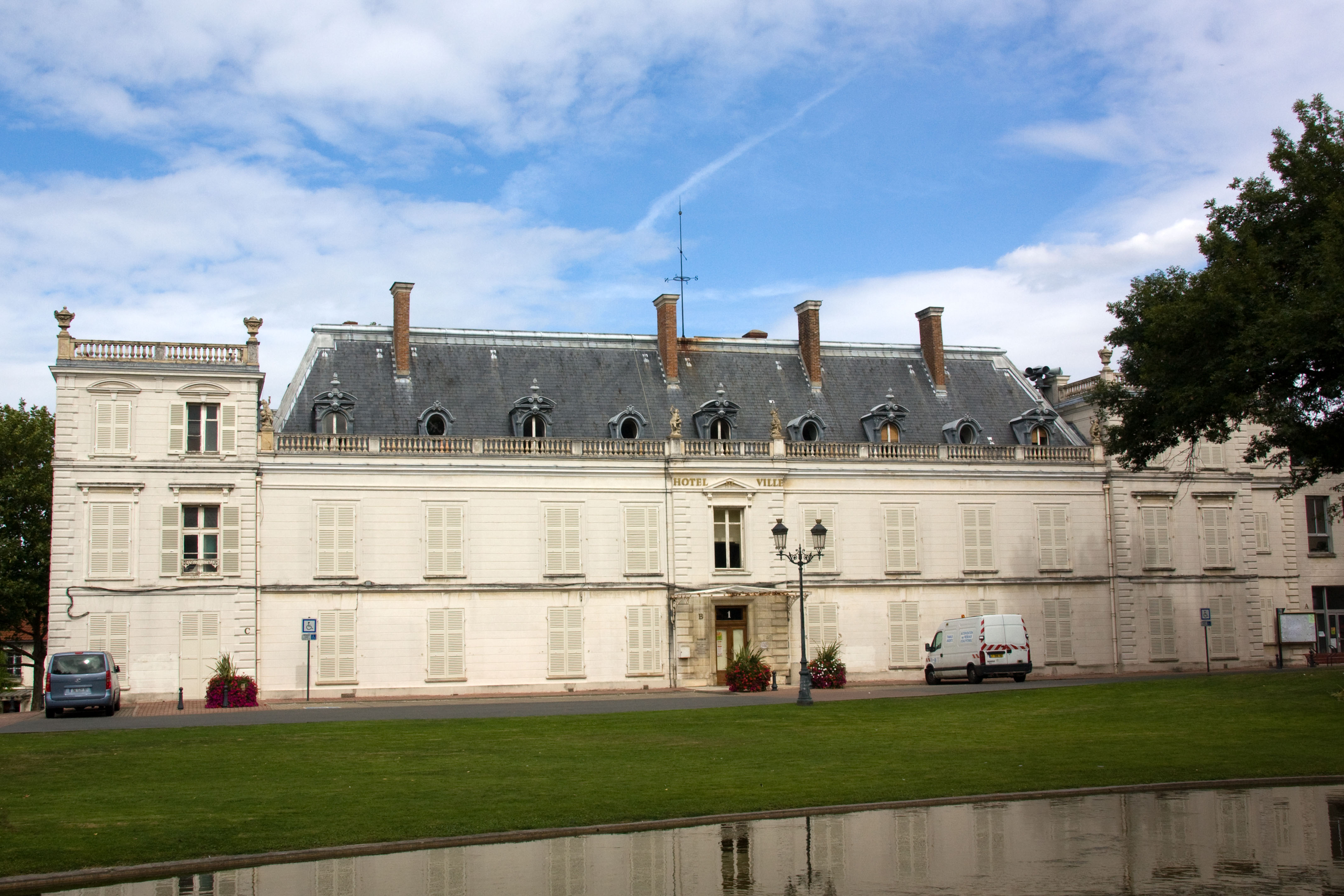
Le château de Fromont, actuel hôtel de ville.
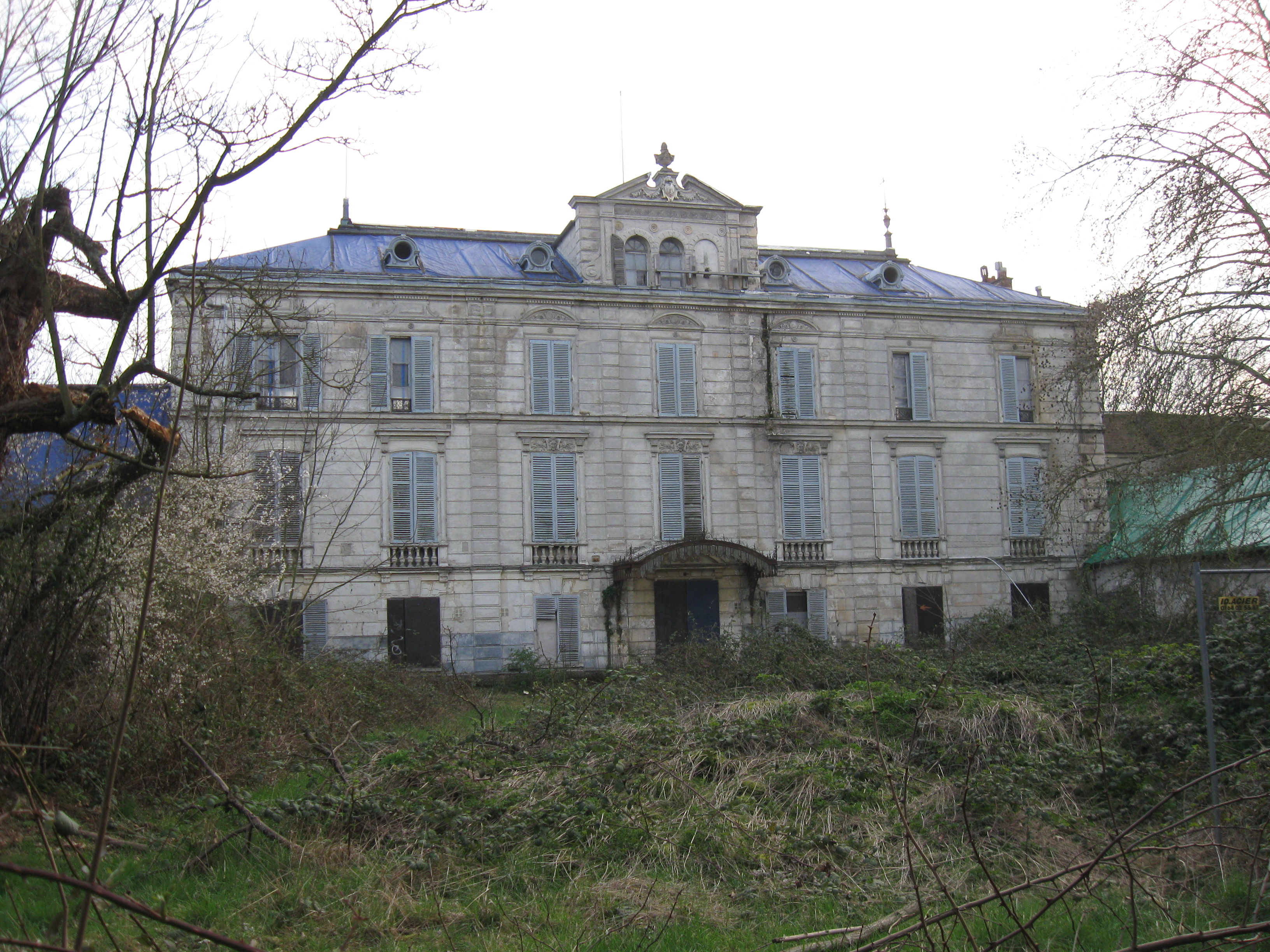
Le château Lot.

#### Patrimoine religieux

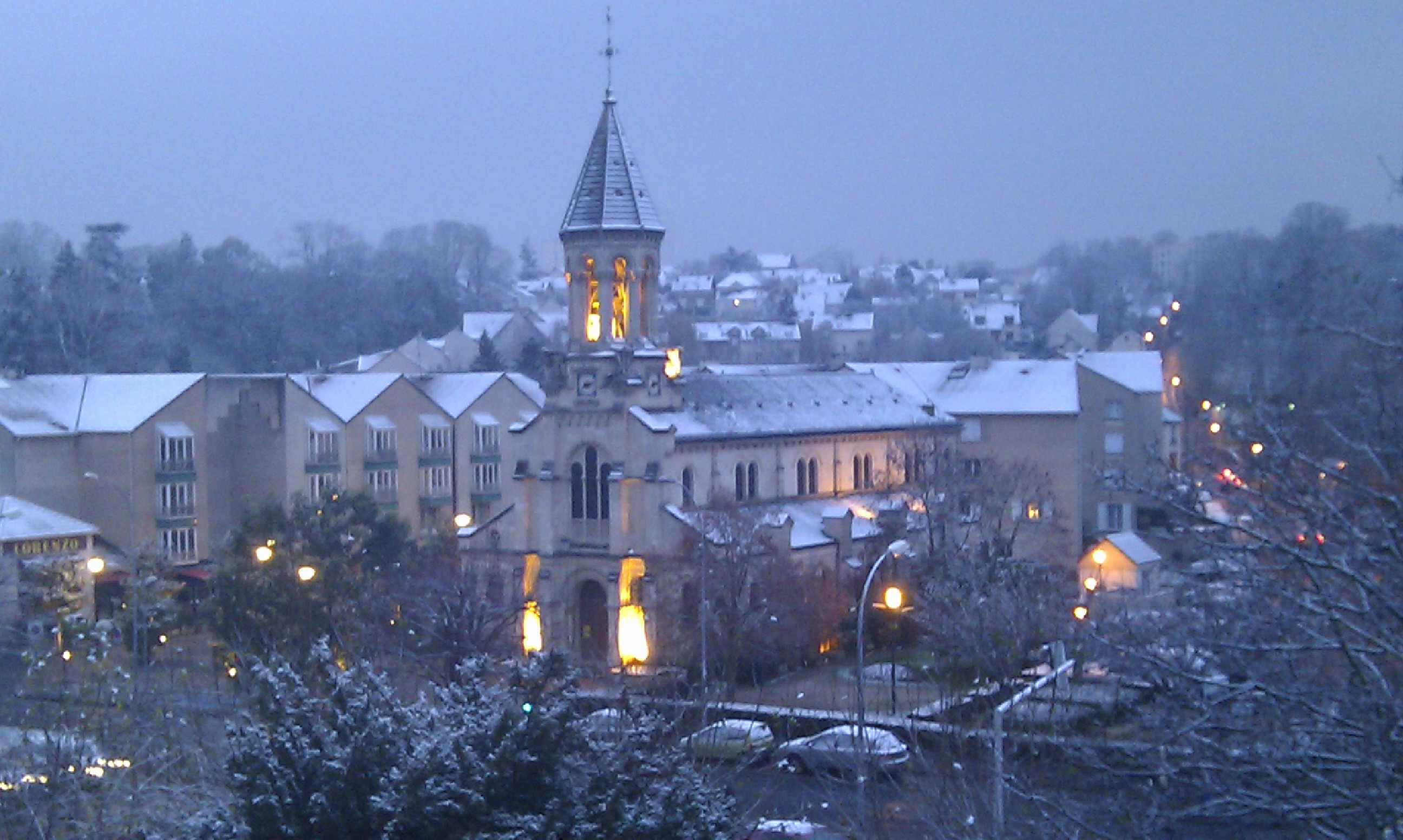
L’église Notre-Dame.

L’église Notre-Dame fut construite au XIXe siècle par l’architecte Georges Ranchon ; elle se situe le long de l’ancienne route nationale 7 côté vallée de la ville.
La chapelle du Sacré-Cœur fut érigée au XXe siècle ; elle est située côté plateau de la ville.

### Personnalités liées à la commune
Différents personnages publics sont nés, décédés ou ont vécu à Ris-Orangis :
- Étienne-Alexandre-Jacques Anisson-Dupéron (1749-1794), directeur de l’Imprimerie nationale en fut le seigneur.
- Sophia Aram (1973- ), humoriste y est née.
- Alfred Baillou (1915-1983), acteur y est mort.
- Christophe Balestra (1974-), chef d'entreprise y est né.
- Mehdi Benatia (1987- ), footballeur y fut licencié.
- Jean Blaise (1951- ), directeur artistique y vécut.
- Charles-René de Bombelles (1785-1856), officier en fut le seigneur.
- Louis Arrighi de Casanova (1814-1888), homme politique en fut maire.
- Thierry Chapeau (1969- ), auteur de jeux de société y est né.
- Patrick Chila (1969- ), pongiste y est né.
- Louis Couturat (1868-1914), philosophe et mathématicien, y est mort dans un accident d'automobile.
- Philippe Cuervo (1969- ), footballeur y est né.
- Edmond Delfour (1907-1990), footballeur y est né.
- Jacques Derrida (1930-2004), philosophe y vécut.
- Pierre Doris (1919-2009), humoriste y vécut.
- Joseph Marie Jouffret dit Frejol (1871-1953), chanteur y exerça.
- Chris Gadi (1992- ), joueur de football y est né.
- Martin Garat (1748-1830), administrateur français des XVIIIe et XIXe siècles, directeur général de la Banque de France y est mort.
- Marcel Haegelen (1896-1950), aviateur y est inhumé.
- Sébastien Haller (1994- ), joueur de football y est né.
- Xavier Kapfer (1981- ), volleyeur y est né.
- Mathieu Lahaye (1983- ), athlète y est né.
- Thierry Mandon (1957- ), homme politique y fut maire.
- Pierre Ménard (1969-) : écrivain né à Ris-Orangis.
- Kad Merad (1964- ), acteur y vécut.
- Sarah Michel (1989- ), joueuse de basket-ball y est née.
- Frédéric Miguel (1981- ), basketteur y est né.
- Romain Millo-Chluski (1983- ), joueur de rugby à XV y est né.
- Suzette O'Nil (1895-1967), chanteuse et actrice y est inhumée.
- Michel Ordener (1755-1811), général et sénateur y vécut.
- Gaston Ouvrard (1890-1981), chanteur comique y vécut dans les années 1970[réf. nécessaire].
- Vincent Ozanon (1970- ), acteur et musicien y est né.
- Henri de Rigny (1782-1835), amiral et homme politique y est mort.
- Daniel Riolo (1970- ), journaliste sportif y est né.
- Michel Serfaty (1943- ), rabbin y exerce.
- Étienne Soulange-Bodin (1774-1846), botaniste, homme politique en fut maire.
- Anouar Toubali (1987- ), acteur y est né.
- Rose Valland (1898-1980), conservatrice de musée et résistante, y est morte.
- Gabriel Zendel (1906-1992), artiste peintre y vécut.
- Ziak (1997-), rappeur, y vécut.

### Ris-Orangis dans les arts et la culture
- Certaines scènes du film Pédale douce de Gabriel Aghion sorti en 1996 ont été tournées à Ris-Orangis[154].
- De 1981 à 2009, la commune a accueilli le premier centre autonome d’expérimentation sociale, un squat artistique[155].
- Le nom de la commune est cité dans la chanson La Dame de Ris-Orangis dans l’album La Servante du château de Ricet Barrier, reprise par Marcel Amont.
- L’acteur et humoriste Pierre Doris choisit son nom de scène en s’inspirant du toponyme de Ris-Orangis.

### Héraldique et logotype

Logo.

| Blason de Ris-Orangis | Blason  | De gueules à une patte de faucon (de) arrachée, posée en bande, les griffes vers le chef. |
| Blason de Ris-Orangis | Détails | Ce blason est celui de la famille de Faucon (Seigneurs de Ris). Il apparaît sur la motrice du TGV 05 au titre du parrainage des matériels SNCF par les communes. La commune s’est en outre dotée d’un logotype. |